# 密西西比狼鱸

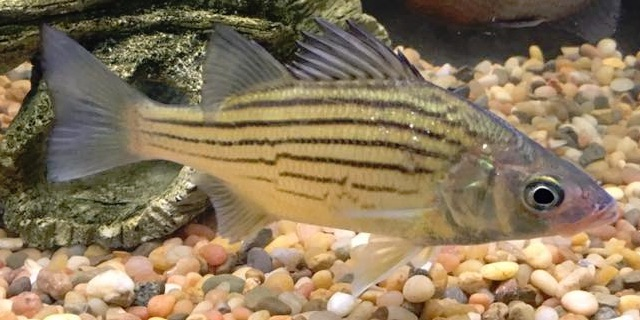
伊利诺伊州伦德湖（Rend Lake）中的密西西比狼鱸

密西西比狼鱸為輻鰭魚綱鱸形目鱸亞目狼鱸科的一種，為亞熱帶淡水魚，分布於北美洲美國密西根湖及密西西比河流域，體長可達46公分，棲息在大小型河川、湖泊、水塘底層水域，以甲殼類、魚類等為食，生活習性不明，可做為遊釣魚。

## 擴展閱讀
維基物種上的相關：密西西比狼鱸